# Харди (округ, Флорида)
Ха́рди (англ. Hardee County) — округ штата Флорида Соединённых Штатов Америки. На 2000 год в нём проживало 26 938 человек. По оценке бюро переписи населения США в 2005 году население округа составляло 28 286 человек. Окружным центром является город Уочула.

## История
Округ Харди был сформирован в 1921 году. Он был назван в честь Кэри Харди, губернатора Флориды с 1921 по 1925 года.
13 августа 2004 года по территории округа прошёл эпицентр урагана Чарли. В результате большинство строений округа получили повреждения, некоторые были полностью разрушены.

## География
Округ расположен в центральной части штата. Граничит с округами: Полк (на севере), Хайлендс (на востоке), Де-Сото (на юге), Манати (на западе) и Хилсборо (на северо-западе).

## Население
По данным переписи 2000 года население округа составляет 26 938 человек. Расовый состав: белые — 70,66 %; афроамериканцы — 8,33 %; азиаты — 0,3 %; коренные американцы — 0,68 %; океанийцы — 0,06 %; другие расы — 17,99 %; представители двух и более рас — 1,97 %. Возрастная структура: до 18 лет: 27,6 %; от 18 до 24 лет: 11%; от 25 до 44 лет: 28,3 %; от 45 до 64 лет: 19,2 %; старше 64 лет — 13,9 %. Средний возраст населения — 33 года. На каждые 100 женщин приходится 119,1 мужчин.
Динамика роста населения:
- 1940: 10 158 чел.
- 1950: 10 073 чел.
- 1960: 12 370 чел.
- 1970: 14 889 чел.
- 1980: 19 379 чел.
- 1990: 19 499 чел.
- 2000: 26 938 чел.
- 2010: 27 731 чел.